# Station Mleczewo
Station Mleczewo is een spoorwegstation in de Poolse plaats Mleczewo.